# 순애 (1966년 영화)
"순애"는 한국에서 제작된 박종호 감독의 1966년 영화이다. 신영균 등이 주연으로 출연하였고 황의식 등이 제작에 참여하였다.

## 출연

### 주연
- 신영균
- 고은아
- 이대엽

## 기타
- 조명: 정경희
- 미술: 홍성칠
- 주제가 작사: 이양일(이계성)
- 주제가 작곡: 이양일(이계성)
- 주제가 노래: 이양일(이계성), 박재란